# CamStudio
CamStudio è software libero di screencast per Microsoft Windows. Può produrre video in formato AVI o SWF.
Originariamente scritto in C++, dalla versione 3 è sviluppato in C#.